# Stanowice (Góra)
Pour les articles homonymes, voir Stanowice.
Stanowice est une localité polonaise de la gmina de Jemielno, située dans le powiat de Góra en voïvodie de Basse-Silésie.